# 1897 en Lorraine
Chronologie de la Lorraine
- 1893
- 1894
- 1895
- 1896
- 1897
- 1898
- 1899
- 1900
- 1901

Cette page est une liste d'événements qui se sont produits durant l'année 1897 en Lorraine.

## Événements

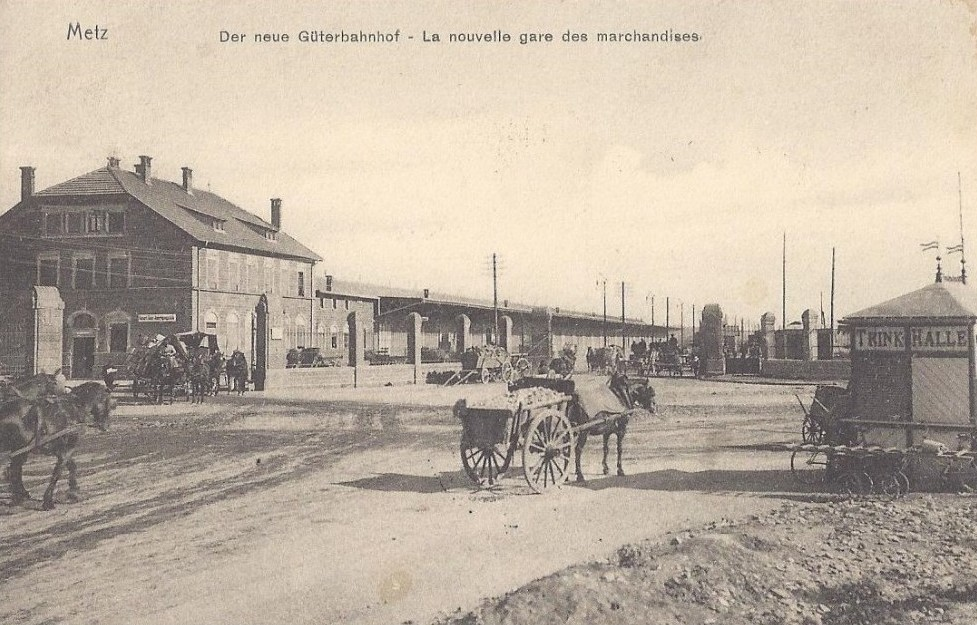
La nouvelle gare marchandises de metz

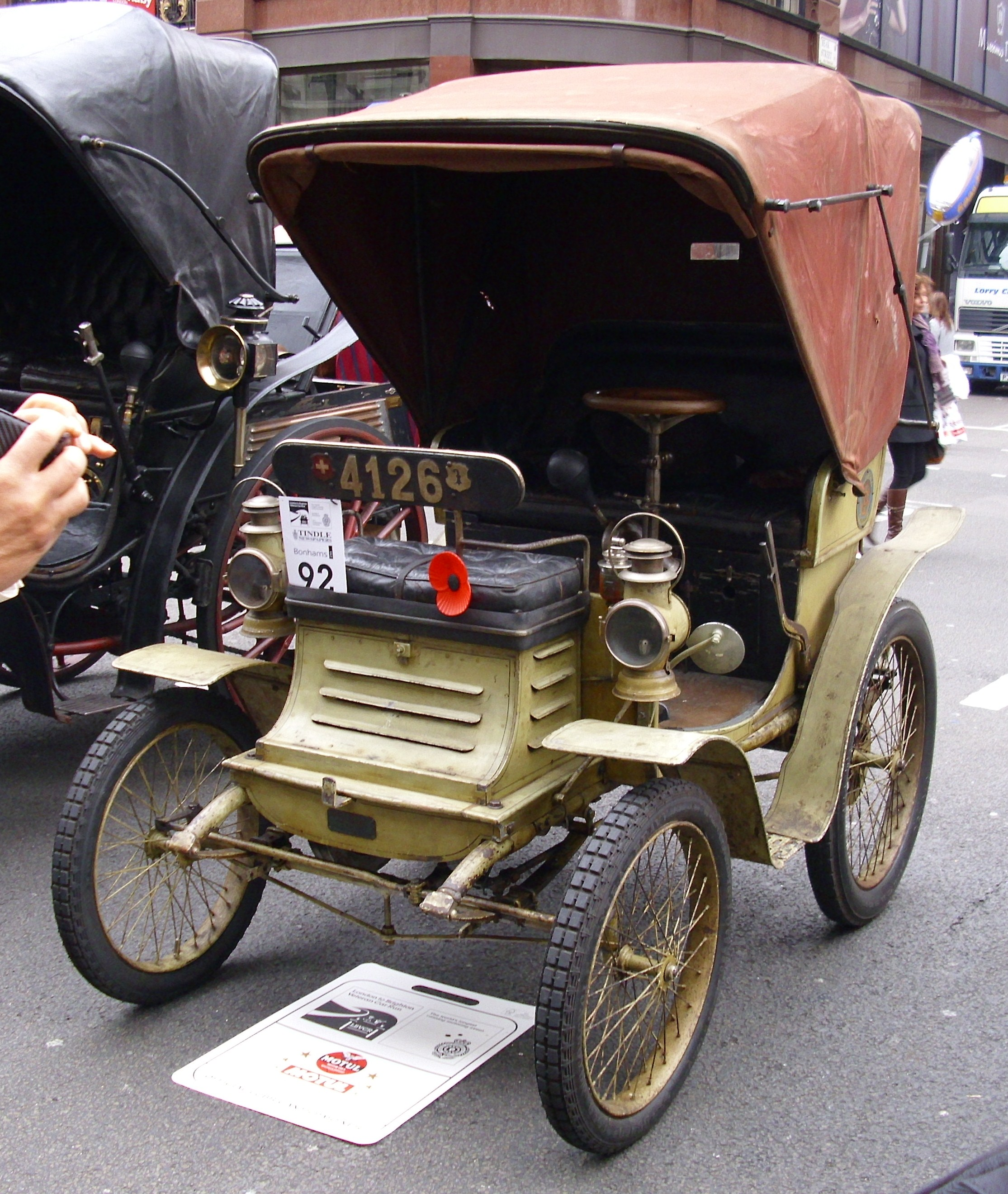
De Dietrich 1901 vue au "Regent Street Motor Show 2011"

- Fondation de la brasserie Yeutzer-Bräu à Yutz[1].
- Émile Gallé  prend part à l'exposition de Munich, où il reçoit une médaille d'or[2], puis il expose à Francfort, et à Londres.
- L'usine de Dietrich de Lunéville entreprend la fabrication de voitures automobiles[3].
- Début de la construction de la ville d'Anzakobé dont Lyautey avait lui même tracé le plan sur le sol[4].
- Maurice Barrès publie Les déracinés[4].

- 27 mai : canonisation de Saint-Pierre-Fourier.
- 20 juin : Fondation de la brasserie de Champigneulles par Antoine Trampitsch, immigré d'origine slovène de la Carinthie et ancien élève de l'école de brasserie de Vienne, et par Victor Hinzelin, directeur du journal L'Impartial de l'Est, sous le nom de Grande brasserie de la Moselle de Champigneulles-Nancy[5].
- 21 octobre : Alfred Heurich, inventeur du kayak démontable, teste son premier bateau, le  Pfiffikus, construit avec des tiges de bambou et de la toile[6]. Il le teste sur la Moselle le 21 octobre 1897, entre Metz et Thionville, se laissant porter par le courant. L'embarcation avait quatre mètres de long et 85 cm de large[6]

## Naissances

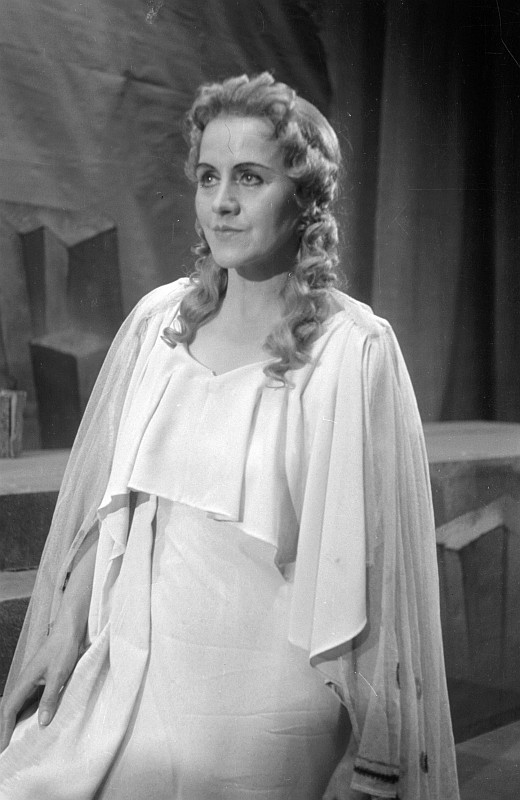
Tiana Lemnitz

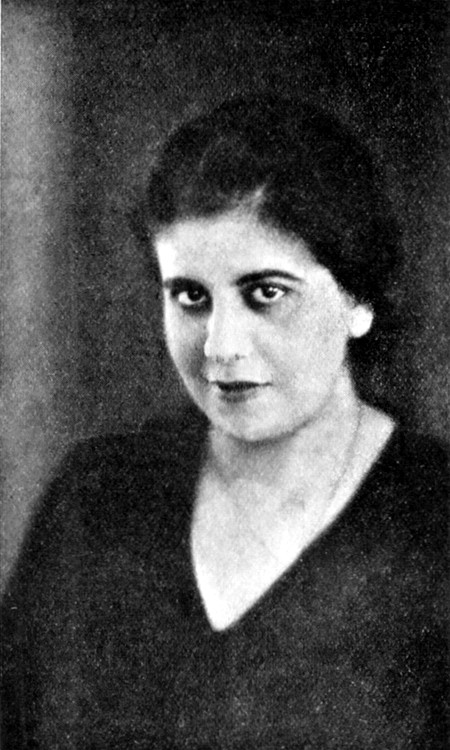
Adrienne Thomas en 1934

- à Nancy : Paul Rémy, artiste-peintre français mort à Nancy en 1981.
- 23 janvier à Uckange : Paul Harter, homme politique français mort à Forbach (Moselle) le 16 mars 1970.
- 2 février à Pompey : Lucien Gasser, décédé le 14 février 1939 à Malzéville, as de l'aviation français de la Première Guerre mondiale, au cours de laquelle il remporte dix victoires aériennes homologuées.
- 24 avril à Charency-Vezin : Marcel Falala, mort le 30 novembre 1960 à Reims (Marne), homme politique français.
- 21 juin à Nancy : Henri Guingot, mort le 25 avril 1952 à Épinal, dessinateur et sculpteur Lorrain devenu conservateur des musées des  Vosges.
- 24 juin à Saint-Avold : Adrienne Thomas (pseudonyme de Hertha Strauch) (décédée le 7 novembre 1980 à Vienne) est une femme de lettres allemande[7]. Elle a publié notamment Die Katrin wird Soldat en 1930. Le prix « Adrienne Thomas » a été créé en son honneur[8].
- 12 août à Metz : Julius von Bernuth (décédé le 12 juillet 1942), général allemand de la Seconde Guerre mondiale. Il est l’un des premiers à recevoir la très convoitée croix de chevalier de la croix de fer, en 1940[9]. Chef des Generalstabes  de la 4e Panzer Armee, il se tua en avion en 1942, près de Volgograd, en Russie.
- 25 septembre à Metz : Wilhelm Falley (décédé en 1944), général de division allemand de la Seconde Guerre mondiale. Falley fut l’un des premiers à recevoir la très convoitée croix de chevalier de la croix de fer en 1941. Il fut aussi le premier général allemand à être tué au combat le 6 juin 1944, lors du débarquement en Normandie. Il a publié un manuel d'instruction militaire sur les principes fondamentaux du commandement en 1942[10].
- 4 octobre à Nancy : Paul Rémy, artiste-peintre français mort à Nancy le 23 mars 1981.
- 15 octobre à Nancy : Charlotte Alix, morte le 7 mai 1987 à Paris 14e[11]), décoratrice, peintre illustratrice française active au XXe siècle. Elle fait partie de l'Union des artistes modernes. Jeanne ou Jane Rosoy est le pseudonyme de Charlotte Alix.
- 26 octobre à Metz : Tiana Lemnitz (décédée à Berlin le 5 février 1994) est une soprano allemande[12]. Elle s'illustra au Staatsoper de Berlin de 1934 à 1957[13].
- 30 novembre à Pont-Saint-Vincent (Meurthe-et-Moselle)[14],[15] : André Aubréville, mort le 11 août 1982 à Paris, botaniste français, professeur au Muséum national d'histoire naturelle de Paris et membre de l'Académie des sciences.
- 19 décembre à Saint-Dié-des-Vosges : Thérèse Berthe Andrée Brulé, morte le 10 juillet 1987 à Paris[16], athlète française spécialisée dans le saut en hauteur. Sa sœur Jeanne assure le secrétariat général de la Fédération des sociétés féminines sportives de France (FSFSF) à partir de 1920.

## Décès

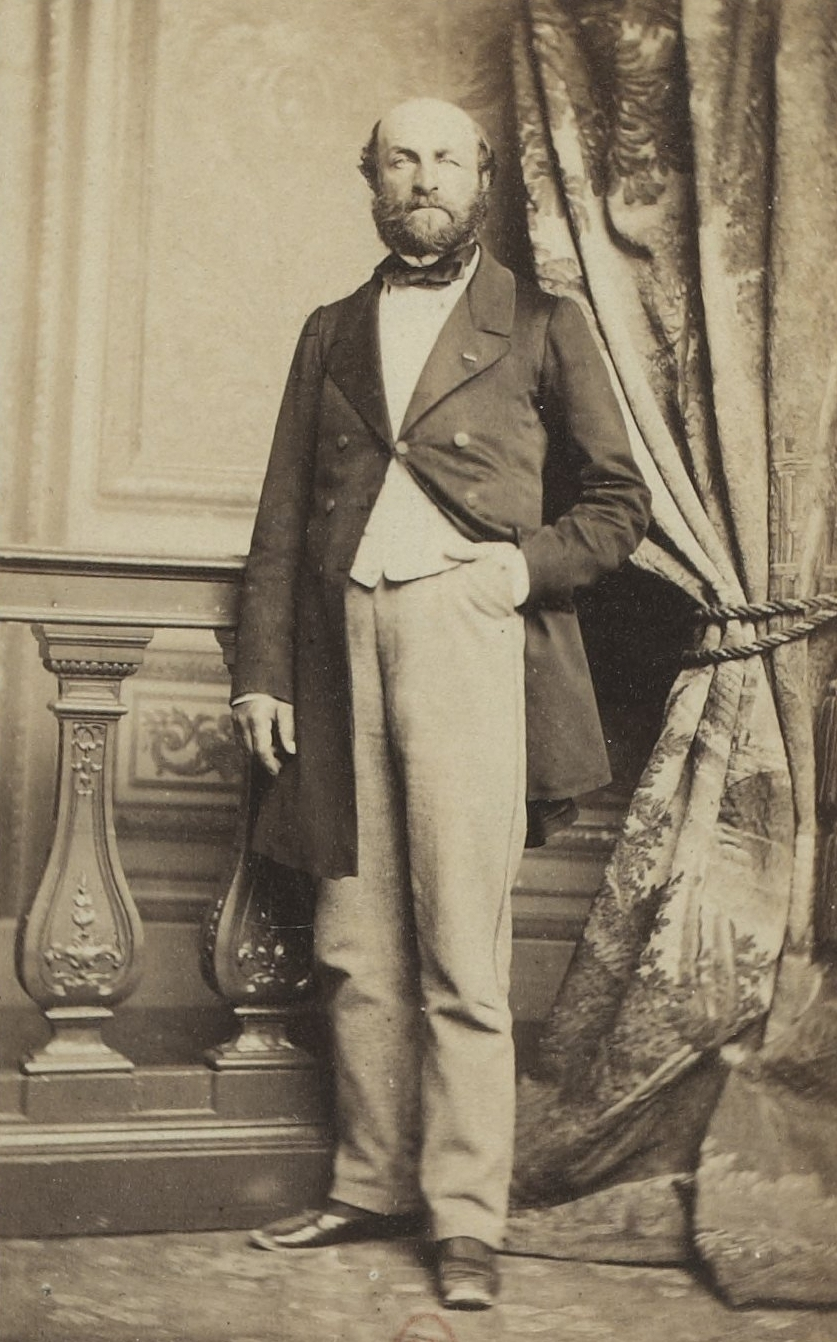
Antoine Joseph Drouot

- 20 août : Paul Charles Victor Braulot (né à Nancy le 8 avril 1861), officier colonial et explorateur français.

- 17 septembre à Nancy : Antoine Joseph Drouot, né à Nancy (Meurthe) le 14 avril 1816, homme politique français.